# 시바타씨
시바타 씨(일본어: 柴田氏 시바타시[*])는 일본의 씨족이다.
오다 노부나가의 중신 시바타 가쓰이에의 혈족이다. 중시조인 시바타 마사카쓰는 에치고국 시바타(오늘날의 니가타현 시바타시) 사람으로, 이곳 지명을 그대로 명자로 삼았다.
오와리국 아이치군 이치시키 성의 《오와리지》(尾張志)에 올라온 성주들 중에 시바타 겐로쿠(柴田源六)라는 이름이 보인다. 성하의 이치시키 촌에 소재한 신조우 사(神蔵寺)에는 시바타 겐로쿠 미나모토 가쓰시게(柴田源六源勝重)의 제를 지내는데, 이 절도 그가 지은 것이라 한다. 가쓰시게의 사망연도는 분큐 3년(서기 1503년)이라 하며, 계명은 영원원전천신예운대거사(霊元院殿天信了運大居士)이다.
센고쿠 시대의 무장 시바타 가쓰이에는 그 이웃인 무라카미 촌 출신인데, 만일 가쓰이에가 가쓰시게의 후예라면 시기상 손자뻘로 추정된다. 그러나 가쓰이에가 가쓰시게의 손자라는 기술도 족보도 확실히 규명된 것은 없다. 가쓰이에는 젊은 나이에 오와리의 오다 노부히데, 노부나가 부자를 가로로서 섬겼다. 덴쇼 10년(서기 1582년) 노부나가와 그 후계자 노부타다가 혼노지의 변으로 급사하자 노부나가의 후계자를 놓고 하시바 히데요시와 대립한다. 덴쇼 11년(1583년) 시즈가타케 전투에서 히데요시와 싸우지만 패배하여 거성인 북 후쿠이 성에서 자살, 가쓰이에 류 시바타 씨는 멸망했다.
가쓰이에의 양자인 시바타 가쓰마사(사쿠마 모리쓰구의 3남)의 아들 가쓰시게는 도쿠가와 이에야스를 섬겼으며, 그 뒤 에도 막부에서는 하타모토로서 시바타의 가명을 존속시켰다.